# Хамза аз-Зайят
Абу ‘Имара Хамза ибн Хабиб ат-Тайми аль-Куфи (араб. حمزة بن حبيب الكوفي‎), более известный как Хамза аз-Зайят (араб. حمزة الزيت‎; 699 — 772, Хелуан) — один из семи передатчиков канонических методов чтения Корана (кираата). Его прозвище «аз-Зайят» было дано ему, потому что он работал, перевозя натуральные масла в Хульван, а затем привозя сыр и грецкие орехи обратно в Куфу.

## Биография
Его стиль чтения традиционно был одним из трех, предпочитаемых в Куфе, его родном городе. Сам аз-Зайят научился читать Коран у аль-Амаша, а аль-Кисаи был одним из его учеников. Двумя первыми учениками, которые сохранили и распространили его метод, были Халяф аль-Баззар и Халляд. Аз-Зайят подвергся критике от некоторых богословов. Ахмаду ибн Ханбалу очень не нравились некоторые особенности его чтения, а его коллега-чтец Шуаба считал его метод чтения нововведением (бид’а).
Помимо чтения Корана, аз-Зайят был также известен как знаток арабской грамматики и лингвист. Однако его усилия в последних двух областях в значительной степени не были признаны, а жителям Басры, в частности, не нравился его путь, и они утверждали, что у него были грамматические ошибки.
Умер в 772 году (156 г. хиджры) в возрасте 76 лет в Хульване.